# Plecotus kolombatovici
Plecotus kolombatovici är en fladdermusart i familjen läderlappar som först beskrevs av Ðulić 1980. Den listades en tid som underart till grå långörad fladdermus (Plecotus austriacus) men sedan 2005 godkänns den som art.

## Utseende
Arten har liksom andra medlemmar av släktet Plecotus stora öron men artens tragus är minst (mindre än 14 mm) jämförd med andra Plecotus-arter. Fladdermusens underarmar är 36,1 till 39,3 mm långa och vikten varierar mellan 6 och 9 g. Pälsen har på ovansidan en gråbrun färg. Även ansiktet och hakan är täckta av päls.

## Utbredning och habitat
Denna fladdermus förekommer kring Medelhavet i sydöstra Europa, östra Turkiet, Mellanöstern och norra Afrika. Den vistas i låglandet och i bergstrakter upp till 3000 meter över havet. Arten lever främst i öppna landskap men den förekommer även i områden med lite fylligare växtlighet. Plecotus kolombatovici hittas bland annat i stäpper och på jordbruksmark.

## Ekologi
Individerna vilar i byggnader, i grottor, i gruvor, i håligheter intill vattenkällor samt i trädens håligheter. Fladdermusen jagar nattfjärilar och andra insekter, oftast över dammar eller pölar. Plecotus kolombatovici vilar vanligen ensam eller i små flockar med cirka 10 medlemmar. I samband med ungarnas födelse bildar honor egna kolonier som är skilda från hanarna. Dessa kolonier har upp till 30 medlemmar eller i sällsynta fall omkring 120 medlemmar.

## Status
Arten påverkas av pesticider och av störningar vid viloplatsen. IUCN listar hela beståndet som livskraftig (LC).